# Захонье (Новгородская область)
За́хонье — деревня в Шимском районе Новгородской области в составе Подгощского сельского поселения.

## География
Находится в западной части Новгородской области на расстоянии приблизительно 17 км на юго-запад по прямой от районного центра поселка Шимск.

## История
На карте 1840 года уже была обозначена как поселение с 21 двором. В 1909 году здесь (деревня Старорусского уезда Новгородской губернии) было учтено 27 дворов.

## Население
Численность населения: 164 человека (1909 год), 10 человек (русские 100 %) в 2002 году, 12 в 2010.